# Прапор Рона-Альп
Прапор Рона-Альп — прапор регіону Ельзас на північному сході Франції, що межує з Італією і Швейцарією.